# يوحنا جاك
يوحنا جاك (بالإنجليزية: John Jack)‏ (9 مارس 1932 - 1 يناير 1988) هو لاعب كرة قدم بريطاني في مركز قلب الدفاع. لعب مع نادي سلتيك.

## وصلات خارجية
- يوحنا جاك على موقع قاعدة بيانات كرة القدم.إي يو (الإنجليزية)